# ЦНДІ «Точмаш»
АТ «ЦНДІТОЧМАШ» — Центральний науково-дослідний інститут точного машинобудування, знаходиться в місті Климовське Московської області. Входить до складу держкорпорації «Ростех».
Наказ про організацію підписаний наркомом озброєння 17 травня 1944 року. Перша назва: Науково—дослідний інститут стрілецько—гарматного озброєння авіації (НДІСГОА).

## Історія
Утворений в 1944 р. на базі заводу № 304 в підмосковному Кунцево як Науково-дослідний інститут стрілецько-гарматного озброєння авіації (НДІСГОА).
У 1948 р. перейменований в НДІ—61, в 1949 р до складу інституту увійшов НДІ-44 (розробка набоїв до стрілецького озброєння).
У 1950 р. НДІ—61 перебазований в Климовськ. У 1957 р. в інституті створено відділ досліджень і розробок стрілецького озброєння, в 1959 р в НДІ—61 увійшло ОКБ—180, яке займалося розробкою зразків мисливської зброї.
У 1961 р інститут реорганізовано в Центральний науково-дослідний інститут точного машинобудування (ЦНДІТОЧМАШ) Міністерства оборонної промисловості.

## Основна діяльність
Розробка і виробництво різних видів стрілецької зброї та боєприпасів до неї, екіпіровки військовослужбовців, мінометних і артилерійських систем, оптико-електронних приладів, спортивних і мисливських боєприпасів, герметичній тари для транспортування і зберігання, тренажерів-імітаторів стрілецької зброї. Різні випробування стрілецького і гарматного озброєння. Важливою сферою діяльності є розробка апаратури наведення високоточної зброї (ВТЗ). Інститут розробив апаратуру управління перших вітчизняних переносних і переносно—возимих протитанкових комплексів «Фагот», «Конкурс». Технічні рішення, знайдені Інститутом, покладені в основу апаратури управління комплексів СОТ «Метис», «Тунгуска» тощо. Інститут є розробником, виробником і власником патентів на наземну апаратуру управління ефективного сучасного протитанкового комплексу «Корнет».

## Розроблена військова продукція

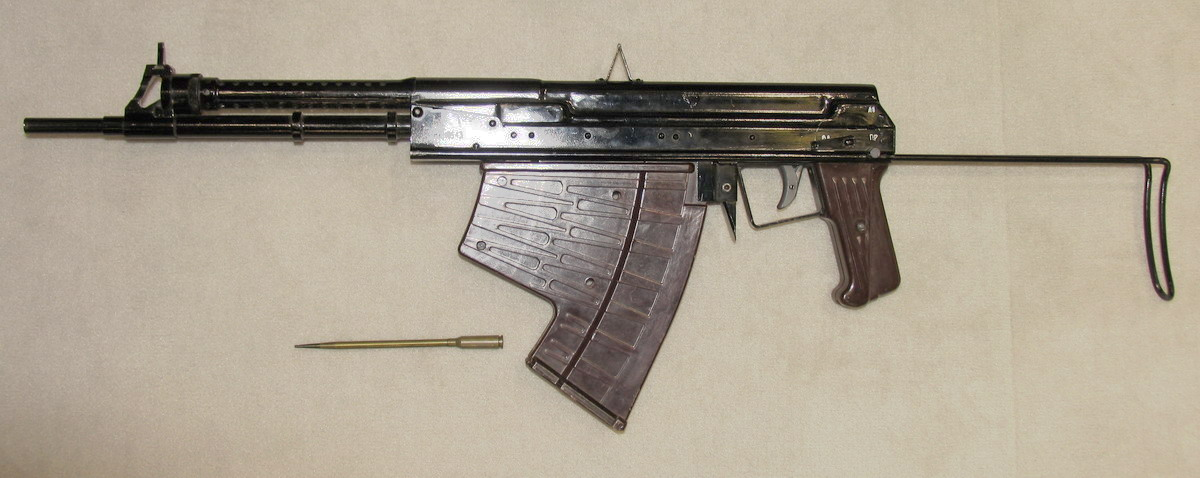
Підводний автомат АПС

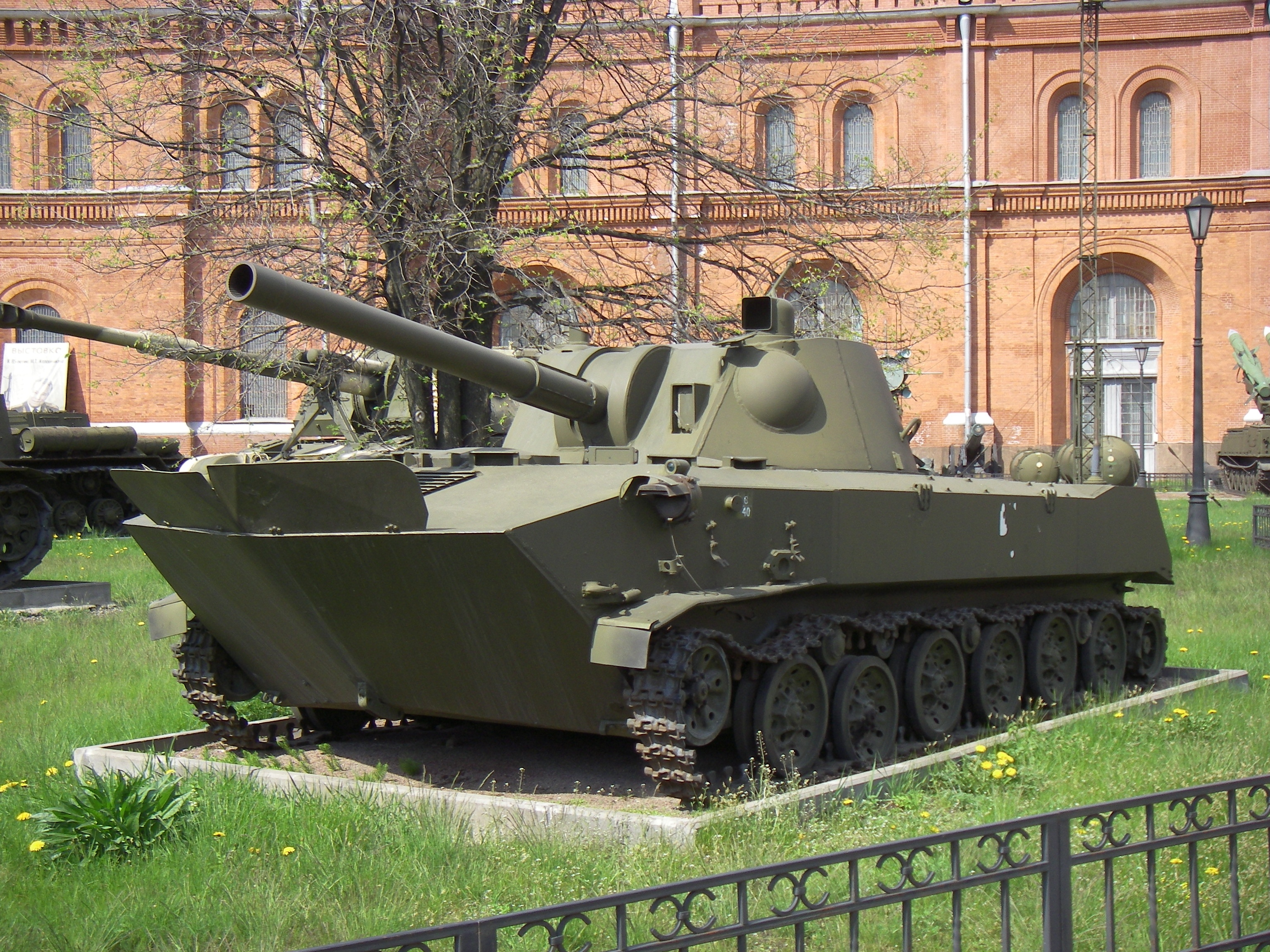
120—мм САУ 2С9 «НОНА-C»

### Спеціальна стрілецька зброя ближнього бою
- 9 мм самозарядний пістолет СР1МП (у ранніх модифікаціях — СР1 «Гюрза», 6П53 СПС, СР1М) під набої 9х21 СП10 — бронебійні, СП11
- 9 мм пістолет-кулемет СР2МП (в ранній модифікації — СР2 «Вереск», СР2М) під набої 9х21 СП10 — бронебійні, СП11
- 9 мм малогабаритний автомат СР3МП (в ранній модифікації   СР3 «Вихрь», СР1М) під набої 9х39 СП5 — бронебійний с дозвуковою швидкістю, СП6

### Безшумна зброя
- 9 -мм автомат АС «Вал» під набої СП5, СП6
- 9 мм снайперська гвинтівка ВСС «Винторез» під набої СП5, СП6
- 7,62 мм пістолет ПСС «Вул» під набій СП4
- стрілецько-гранатометний комплекс 6С1 «Канарейка»
- малогабаритний пістолет МСП «Гроза» під набій СП—3

### Підводна стрілецька зброя
- 5,66 мм автомат АПС під набій МПС
- 4,5 мм пістолет СПП-1М під набій СПС

### Автоматична зброя
- 5,45 мм автомат АО-63
- 5,45 мм автомат АЛ-7

### Армійська зброя
- 7,62 мм кулемет «Печенєг»

### Артиллерия
- 120 мм самохідна артилерійська гармата 2С9 «НОНА-С»

### Апаратура управління високоточною зброєю
Наземна апаратура управління ПТРК «Фагот», «Конкурс», «Корнет».

### Засоби індивідуального захисту
- Захисний комплект 6Б15 «Ковбой» для екіпажів бронемашин

## Продукція цивільного призначення
- Аерозольний комплекс «Жасмин» для тимчасової нейтралізації біологічних об'єктів. Він складається з пристрою «Удар М» в комплекті з піромеханічними балончиками «БАМП—5 (ОС)»

## Нагороди
- Орден Жовтневої Революції